# Guzmania filiorum
Guzmania filiorum är en gräsväxtart som beskrevs av Lyman Bradford Smith. Guzmania filiorum ingår i släktet Guzmania och familjen Bromeliaceae. Inga underarter finns listade i Catalogue of Life.